# Federazione di rugby a 15 del Benin
La Federazione Rugby XV del Benin è l'organo che governa il Rugby a 15 nel Benin.